# Paracladopelma camptolabis
Paracladopelma camptolabis är en tvåvingeart som först beskrevs av Jean-Jacques Kieffer 1913.  Paracladopelma camptolabis ingår i släktet Paracladopelma och familjen fjädermyggor. Arten är reproducerande i Sverige. Inga underarter finns listade i Catalogue of Life.